# Play-offs Nederlands voetbal 2013
De play-offs van het Nederlands voetbal in 2013 werden er na afloop van de reguliere competitie gespeeld. Hierin streden de nummers 5 t/m 8 van de Eredivisie om een ticket voor de UEFA Europa League. Daarnaast speelden er een tiental clubs voor promotie/handhaving naar/in de Eredivisie.

## Play-offs voor de UEFA Europa League
De play-offs, gespeeld door de nummers 5 t/m 8 van de Eredivisie, hadden in 2013 een iets andere opzet dan de jaren daarvoor. Aan het eind van het seizoen werden de volgende Europese tickets toegewezen:
- Eredivisie #1: groepsfase Champions League
- Eredivisie #2: voorronde Champions League
- Eredivisie #3: play-off fase Europa League
- Eredivisie #4: derde kwalificatieronde Europa League
- Eredivisie play-offs: tweede kwalificatieronde Europa League
- Bekerwinnaar: play-off fase Europa League

### Wedstrijdschema
|  | eerste ronde 16 en 19 mei | eerste ronde 16 en 19 mei | eerste ronde 16 en 19 mei | eerste ronde 16 en 19 mei |  |            | om ticket UEFA Europa League 23 en 26 mei | om ticket UEFA Europa League 23 en 26 mei | om ticket UEFA Europa League 23 en 26 mei | om ticket UEFA Europa League 23 en 26 mei |
|  |                           |                           |                           |                           |  |            |                                           |                                           |                                           |                                           |
|  | Wedstrijd A               |                           |                           |                           |  |            |                                           |                                           |                                           |                                           |
|  | sc Heerenveen             | 0                         | 1                         | 1                         |  |            |                                           |                                           |                                           |                                           |
|  | FC Utrecht                | 1                         | 2                         | 3                         |  |            | Wedstrijd C                               | Wedstrijd C                               | Wedstrijd C                               | Wedstrijd C                               |
|  |                           |                           |                           |                           |  | FC Twente  | 0                                         | 2                                         | 2                                         |                                           |
|  | Wedstrijd B               | Wedstrijd B               | Wedstrijd B               | Wedstrijd B               |  | FC Utrecht | 2                                         | 1                                         | 3                                         |                                           |
|  | FC Groningen              | 0                         | 2                         | 2                         |  |            |                                           |                                           |                                           |                                           |
|  | FC Twente                 | 1                         | 3                         | 4                         |  |            |                                           |                                           |                                           |                                           |

### Eerste ronde

#### Wedstrijd A
|                               |               |         |                 |                                                                                    |
| Wedstrijd 1 16 mei 2013 20:45 | sc Heerenveen | 0 – 1   | FC Utrecht      | Stadion: Abe Lenstra Stadion, Heerenveen Toeschouwers: 13.500 Scheidsrechter: Blom |
| Wedstrijd 1 16 mei 2013 20:45 |               | Verslag | 69' Van der Gun | Stadion: Abe Lenstra Stadion, Heerenveen Toeschouwers: 13.500 Scheidsrechter: Blom |
| Wedstrijd 1 16 mei 2013 20:45 |               |         |                 | Stadion: Abe Lenstra Stadion, Heerenveen Toeschouwers: 13.500 Scheidsrechter: Blom |
| Wedstrijd 1 16 mei 2013 20:45 |               |         |                 | Stadion: Abe Lenstra Stadion, Heerenveen Toeschouwers: 13.500 Scheidsrechter: Blom |
|                               |               |         |                 |                                                                                    |

|                               |                   |         |               |                                                                                       |
| Wedstrijd 2 19 mei 2013 16:30 | FC Utrecht        | 2 – 1   | sc Heerenveen | Stadion: Stadion Galgenwaard, Utrecht Toeschouwers: 19.222 Scheidsrechter: Van Boekel |
| Wedstrijd 2 19 mei 2013 16:30 | Toornstra 9', 82' | Verslag | 89' Uth       | Stadion: Stadion Galgenwaard, Utrecht Toeschouwers: 19.222 Scheidsrechter: Van Boekel |
| Wedstrijd 2 19 mei 2013 16:30 |                   |         |               | Stadion: Stadion Galgenwaard, Utrecht Toeschouwers: 19.222 Scheidsrechter: Van Boekel |
| Wedstrijd 2 19 mei 2013 16:30 |                   |         |               | Stadion: Stadion Galgenwaard, Utrecht Toeschouwers: 19.222 Scheidsrechter: Van Boekel |
|                               |                   |         |               |                                                                                       |

#### Wedstrijd B
|                               |              |         |               |                                                                        |
| Wedstrijd 1 16 mei 2013 18:45 | FC Groningen | 0 – 1   | FC Twente     | Stadion: Euroborg, Groningen Toeschouwers: 11.178 Scheidsrechter: Vink |
| Wedstrijd 1 16 mei 2013 18:45 |              | Verslag | 22' Gutiérrez | Stadion: Euroborg, Groningen Toeschouwers: 11.178 Scheidsrechter: Vink |
| Wedstrijd 1 16 mei 2013 18:45 |              |         |               | Stadion: Euroborg, Groningen Toeschouwers: 11.178 Scheidsrechter: Vink |
| Wedstrijd 1 16 mei 2013 18:45 |              |         |               | Stadion: Euroborg, Groningen Toeschouwers: 11.178 Scheidsrechter: Vink |
|                               |              |         |               |                                                                        |

|                               |                                          |         |                               |                                                                                   |
| Wedstrijd 2 19 mei 2013 12:30 | FC Twente                                | 3 – 2   | FC Groningen                  | Stadion: De Grolsch Veste, Enschede Toeschouwers: 22.500 Scheidsrechter: Liesveld |
| Wedstrijd 2 19 mei 2013 12:30 | Braafheid 12' Gutiérrez 83' Chadli 90+1' | Verslag | 23' (e.d.) Braafheid 26' Kirm | Stadion: De Grolsch Veste, Enschede Toeschouwers: 22.500 Scheidsrechter: Liesveld |
| Wedstrijd 2 19 mei 2013 12:30 |                                          |         |                               | Stadion: De Grolsch Veste, Enschede Toeschouwers: 22.500 Scheidsrechter: Liesveld |
| Wedstrijd 2 19 mei 2013 12:30 |                                          |         |                               | Stadion: De Grolsch Veste, Enschede Toeschouwers: 22.500 Scheidsrechter: Liesveld |
|                               |                                          |         |                               |                                                                                   |

### Tweede ronde

#### Wedstrijd C
|                               |           |         |                                            |                                                                                      |
| Wedstrijd 1 23 mei 2013 20:45 | FC Twente | 0 – 2   | FC Utrecht                                 | Stadion: De Grolsch Veste, Enschede Toeschouwers: 20.500 Scheidsrechter: Wiedemeijer |
| Wedstrijd 1 23 mei 2013 20:45 |           | Verslag | 9' Van der Gun 59' Duplan 41', 90+3' Asare | Stadion: De Grolsch Veste, Enschede Toeschouwers: 20.500 Scheidsrechter: Wiedemeijer |
| Wedstrijd 1 23 mei 2013 20:45 |           |         |                                            | Stadion: De Grolsch Veste, Enschede Toeschouwers: 20.500 Scheidsrechter: Wiedemeijer |
| Wedstrijd 1 23 mei 2013 20:45 |           |         |                                            | Stadion: De Grolsch Veste, Enschede Toeschouwers: 20.500 Scheidsrechter: Wiedemeijer |
|                               |           |         |                                            |                                                                                      |

|                               |            |         |                      |                                                                                     |
| Wedstrijd 2 26 mei 2013 12:30 | FC Utrecht | 1 – 2   | FC Twente            | Stadion: Stadion Galgenwaard, Utrecht Toeschouwers: 23.397 Scheidsrechter: Makkelie |
| Wedstrijd 2 26 mei 2013 12:30 | Duplan 46' | Verslag | 34' Tadić 36' Chaldi | Stadion: Stadion Galgenwaard, Utrecht Toeschouwers: 23.397 Scheidsrechter: Makkelie |
| Wedstrijd 2 26 mei 2013 12:30 |            |         |                      | Stadion: Stadion Galgenwaard, Utrecht Toeschouwers: 23.397 Scheidsrechter: Makkelie |
| Wedstrijd 2 26 mei 2013 12:30 |            |         |                      | Stadion: Stadion Galgenwaard, Utrecht Toeschouwers: 23.397 Scheidsrechter: Makkelie |
|                               |            |         |                      |                                                                                     |

- FC Utrecht plaatst zich voor de 2e voorronde van de Europa League.

## Play-offs om promotie/degradatie
In de periode van 8 t/m 26 mei werden de play-offs om promotie/degradatie tussen de Eerste divisie en de Eredivisie gespeeld. De play-offs werden gespeeld door de nummers 16 en 17 van de Eredivisie 2012/13, aangevuld met acht teams uit de Eerste divisie 2012/13. De nummer 18 van de Eredivisie (Willem II) degradeerde direct, en de kampioen van de Eerste divisie (SC Cambuur) promoveerde direct. De acht deelnemende uit de Eerste divisie waren de vier periodekampioenen aangevuld met de vier hoogste teams op de ranglijst zonder periodetitel.
De periodekampioenen waren MVV Maastricht (1e periode; JL5), Sparta Rotterdam (2e periode; JL3), De Graafschap (3e periode; JL8) en FC Volendam (4e periode; JL2).
De nummers 4, 6, 7 en 9, respectievelijk Helmond Sport, Go Ahead Eagles, Fortuna Sittard en FC Dordrecht, waren de overige deelnemers uit de Eerste divisie. Uit de Eredivisie nemen Roda JC (E16) en VVV-Venlo (E17) deel.
De teams uit de Eerste divisie kregen een classificatie mee op basis van de eindstand van de ranglijst. Zo was het team dat tweede eindigde aangeduid met JL2, de nummer 3 met JL3 tot en met JL9 voor het team op plaats 9. JL6 t/m JL9 spelen de eerste ronde, de deelnemers uit de Eredivisie en JL2 t/m JL5 stromen in de tweede ronde in. Er werd in een knock-outsysteem gespeeld, waarbij het resultaat over twee wedstrijden (uit en thuis) bepaalde welk team doorging. Indien dit resultaat gelijk was, zou het team met de meest gescoorde uitdoelpunten doorgaan. Was ook dit na twee keer 90 minuten geheel gelijk, dan volgde er verlenging en eventueel strafschoppen. Het team met de hoogste classificatie speelde de tweede wedstrijd thuis.

### Wedstrijdschema
|  | eerste ronde 8 en 11 mei | eerste ronde 8 en 11 mei | eerste ronde 8 en 11 mei | eerste ronde 8 en 11 mei | eerste ronde 8 en 11 mei |   |   | tweede ronde 16 en 19 mei | tweede ronde 16 en 19 mei | tweede ronde 16 en 19 mei | tweede ronde 16 en 19 mei | tweede ronde 16 en 19 mei |   |                 | derde ronde 23 en 26 mei | derde ronde 23 en 26 mei | derde ronde 23 en 26 mei | derde ronde 23 en 26 mei | derde ronde 23 en 26 mei |
|  |                          |                          |                          |                          |                          |   |   |                           |                           |                           |                           |                           |   |                 |                          |                          |                          |                          |                          |
|  |                          |                          |                          |                          |                          |   |   |                           |                           |                           |                           |                           |   |                 |                          |                          |                          |                          |                          |
|  |                          | A                        | Go Ahead Eagles          | 1                        | 3                        | 4 |   |                           |                           |                           |                           |                           |   |                 |                          |                          |                          |                          |                          |
|  |                          |                          |                          |                          |                          | 4 |   |                           |                           |                           |                           |                           |   |                 |                          |                          |                          |                          |                          |
|  |                          |                          | E17                      | VVV-Venlo                | 0                        | 0 | 0 |                           |                           |                           |                           |                           |   |                 |                          |                          |                          |                          |                          |
|  | JL9                      | FC Dordrecht             | E17                      | VVV-Venlo                | 0                        | 0 | 0 | 3                         | 0                         | 3                         |                           |                           |   |                 |                          |                          |                          |                          |                          |
|  | JL9                      | FC Dordrecht             |                          |                          |                          |   |   | 3                         | 0                         | 3                         |                           |                           |   |                 |                          |                          |                          |                          |                          |
|  | JL6                      | Go Ahead Eagles          | 3                        | 3                        | 6                        |   |   |                           |                           |                           |                           |                           |   |                 |                          |                          |                          |                          |                          |
|  | JL6                      | Go Ahead Eagles          | 3                        | 3                        | 6                        |   |   |                           |                           |                           |                           |                           | C | Go Ahead Eagles | 3                        | 0                        | 3                        |                          |                          |
|  |                          |                          |                          |                          |                          |   |   |                           |                           |                           |                           |                           | C | Go Ahead Eagles | 3                        | 0                        | 3                        |                          |                          |
|  |                          | D                        | FC Volendam              | 0                        | 1                        | 1 |   |                           |                           |                           |                           |                           |   |                 |                          |                          |                          |                          |                          |
|  |                          |                          |                          |                          |                          |   |   |                           |                           |                           |                           |                           |   |                 |                          |                          |                          |                          |                          |
|  |                          |                          |                          |                          |                          |   |   |                           |                           |                           |                           |                           |   |                 |                          |                          |                          |                          |                          |
|  |                          |                          |                          |                          |                          |   |   |                           |                           |                           |                           |                           |   |                 |                          |                          |                          |                          |                          |
|  |                          | JL5                      | MVV Maastricht           | 0                        | 1                        | 1 |   |                           |                           |                           |                           |                           |   |                 |                          |                          |                          |                          |                          |
|  |                          |                          |                          |                          |                          | 1 |   |                           |                           |                           |                           |                           |   |                 |                          |                          |                          |                          |                          |
|  |                          |                          | JL2                      | FC Volendam              | 1                        | 3 | 4 |                           |                           |                           |                           |                           |   |                 |                          |                          |                          |                          |                          |
|  |                          |                          | JL2                      | FC Volendam              | 1                        | 3 | 4 |                           |                           |                           |                           |                           |   |                 |                          |                          |                          |                          |                          |
|  |                          |                          |                          |                          |                          |   |   |                           |                           |                           |                           |                           |   |                 |                          |                          |                          |                          |                          |

|  | eerste ronde 8 en 11 mei | eerste ronde 8 en 11 mei | eerste ronde 8 en 11 mei | eerste ronde 8 en 11 mei | eerste ronde 8 en 11 mei |   |   | tweede ronde 16 en 19 mei | tweede ronde 16 en 19 mei | tweede ronde 16 en 19 mei | tweede ronde 16 en 19 mei | tweede ronde 16 en 19 mei |  |  | derde ronde 23 en 26 mei | derde ronde 23 en 26 mei | derde ronde 23 en 26 mei | derde ronde 23 en 26 mei | derde ronde 23 en 26 mei |
|  |                          |                          |                          |                          |                          |   |   |                           |                           |                           |                           |                           |  |  |                          |                          |                          |                          |                          |
|  |                          |                          |                          |                          |                          |   |   |                           |                           |                           |                           |                           |  |  |                          |                          |                          |                          |                          |
|  |                          | JL4                      | Helmond Sport            | 2                        | 1                        | 3 |   |                           |                           |                           |                           |                           |  |  |                          |                          |                          |                          |                          |
|  |                          |                          |                          |                          |                          | 3 |   |                           |                           |                           |                           |                           |  |  |                          |                          |                          |                          |                          |
|  |                          |                          | JL3                      | Sparta Rotterdam         | 4                        | 1 | 5 |                           |                           |                           |                           |                           |  |  |                          |                          |                          |                          |                          |
|  |                          |                          | JL3                      | Sparta Rotterdam         | 4                        | 1 | 5 |                           |                           |                           |                           |                           |  |  |                          |                          |                          |                          |                          |
|  |                          |                          |                          |                          |                          |   |   |                           |                           |                           |                           |                           |  |  |                          |                          |                          |                          |                          |
|  |                          |                          |                          |                          |                          |   |   |                           |                           |                           |                           |                           |  |  |                          |                          |                          |                          |                          |
|  |                          |                          |                          |                          |                          |   |   | E                         | Sparta Rotterdam          | 0                         | 1                         | 1                         |  |  |                          |                          |                          |                          |                          |
|  |                          |                          |                          |                          |                          |   |   |                           |                           |                           |                           |                           |  |  |                          |                          |                          |                          |                          |
|  |                          | F                        | Roda JC Kerkrade         | 0                        | 2                        | 2 |   |                           |                           |                           |                           |                           |  |  |                          |                          |                          |                          |                          |
|  | JL8                      | De Graafschap            | 2                        | 3                        | 5                        |   |   |                           |                           |                           |                           |                           |  |  |                          |                          |                          |                          |                          |
|  | JL8                      | De Graafschap            | 2                        | 3                        | 5                        |   |   |                           |                           |                           |                           |                           |  |  |                          |                          |                          |                          |                          |
|  | JL7                      | Fortuna Sittard          | 1                        | 1                        | 2                        |   |   |                           |                           |                           |                           |                           |  |  |                          |                          |                          |                          |                          |
|  | JL7                      | Fortuna Sittard          | 1                        | 1                        | 2                        |   | B | De Graafschap             | 1                         | 1                         | 2                         |                           |  |  |                          |                          |                          |                          |                          |
|  |                          |                          |                          |                          |                          |   | B | De Graafschap             | 1                         | 1                         | 2                         |                           |  |  |                          |                          |                          |                          |                          |
|  |                          |                          | E16                      | Roda JC Kerkrade         | 1                        | 6 | 7 |                           |                           |                           |                           |                           |  |  |                          |                          |                          |                          |                          |
|  |                          |                          | E16                      | Roda JC Kerkrade         | 1                        | 6 | 7 |                           |                           |                           |                           |                           |  |  |                          |                          |                          |                          |                          |
|  |                          |                          |                          |                          |                          |   |   |                           |                           |                           |                           |                           |  |  |                          |                          |                          |                          |                          |

### Eerste ronde

#### Wedstrijd A
|                              |                                   |         |                                                   |                                                                                            |
| Wedstrijd 1 8 mei 2013 20:00 | FC Dordrecht                      | 3 – 3   | Go Ahead Eagles                                   | Stadion: Riwal Hoogwerkers Stadion, Dordrecht Toeschouwers: 2.546 Scheidsrechter: Liesveld |
| Wedstrijd 1 8 mei 2013 20:00 | Veldwijk 22', 39' (pen.) Lima 81' | Verslag | 25' Heerkens 38' Vriends 45+2' Türüç 56' Houtkoop | Stadion: Riwal Hoogwerkers Stadion, Dordrecht Toeschouwers: 2.546 Scheidsrechter: Liesveld |
| Wedstrijd 1 8 mei 2013 20:00 |                                   |         |                                                   | Stadion: Riwal Hoogwerkers Stadion, Dordrecht Toeschouwers: 2.546 Scheidsrechter: Liesveld |
| Wedstrijd 1 8 mei 2013 20:00 |                                   |         |                                                   | Stadion: Riwal Hoogwerkers Stadion, Dordrecht Toeschouwers: 2.546 Scheidsrechter: Liesveld |
|                              |                                   |         |                                                   |                                                                                            |

|                               |                                   |         |              |                                                                                    |
| Wedstrijd 2 11 mei 2013 18:45 | Go Ahead Eagles                   | 3 – 0   | FC Dordrecht | Stadion: De Adelaarshorst, Deventer Toeschouwers: 4.028 Scheidsrechter: Van Sichem |
| Wedstrijd 2 11 mei 2013 18:45 | Promes 76' (pen.), 86' Peters 85' | Verslag |              | Stadion: De Adelaarshorst, Deventer Toeschouwers: 4.028 Scheidsrechter: Van Sichem |
| Wedstrijd 2 11 mei 2013 18:45 |                                   |         |              | Stadion: De Adelaarshorst, Deventer Toeschouwers: 4.028 Scheidsrechter: Van Sichem |
| Wedstrijd 2 11 mei 2013 18:45 |                                   |         |              | Stadion: De Adelaarshorst, Deventer Toeschouwers: 4.028 Scheidsrechter: Van Sichem |
|                               |                                   |         |              |                                                                                    |

- FC Dordrecht blijft in de Eerste divisie.

#### Wedstrijd B
|                              |                    |         |                 |                                                                               |
| Wedstrijd 1 8 mei 2013 20:00 | De Graafschap      | 2 – 1   | Fortuna Sittard | Stadion: De Vijverberg, Doetinchem Toeschouwers: 6.100 Scheidsrechter: Bossen |
| Wedstrijd 1 8 mei 2013 20:00 | Parzyszek 45', 66' | Verslag | 80' Vets        | Stadion: De Vijverberg, Doetinchem Toeschouwers: 6.100 Scheidsrechter: Bossen |
| Wedstrijd 1 8 mei 2013 20:00 |                    |         |                 | Stadion: De Vijverberg, Doetinchem Toeschouwers: 6.100 Scheidsrechter: Bossen |
| Wedstrijd 1 8 mei 2013 20:00 |                    |         |                 | Stadion: De Vijverberg, Doetinchem Toeschouwers: 6.100 Scheidsrechter: Bossen |
|                              |                    |         |                 |                                                                               |

|                               |                 |         |                                             |                                                                                         |
| Wedstrijd 2 11 mei 2013 18:45 | Fortuna Sittard | 1 – 3   | De Graafschap                               | Stadion: Trendwork Arena, Sittard-Geleen Toeschouwers: 4.250 Scheidsrechter: van Boekel |
| Wedstrijd 2 11 mei 2013 18:45 | Khalouta 76'    | Verslag | 52' Van der Meulen 63' Parzyszek 85' Jansen | Stadion: Trendwork Arena, Sittard-Geleen Toeschouwers: 4.250 Scheidsrechter: van Boekel |
| Wedstrijd 2 11 mei 2013 18:45 |                 |         |                                             | Stadion: Trendwork Arena, Sittard-Geleen Toeschouwers: 4.250 Scheidsrechter: van Boekel |
| Wedstrijd 2 11 mei 2013 18:45 |                 |         |                                             | Stadion: Trendwork Arena, Sittard-Geleen Toeschouwers: 4.250 Scheidsrechter: van Boekel |
|                               |                 |         |                                             |                                                                                         |

- Fortuna Sittard blijft in de Eerste divisie.

### Tweede ronde

#### Wedstrijd C
|                               |                 |         |           |                                                                                 |
| Wedstrijd 1 16 mei 2013 18:45 | Go Ahead Eagles | 1 – 0   | VVV-Venlo | Stadion: De Adelaarshorst, Deventer Toeschouwers: 4.873 Scheidsrechter: Nijhuis |
| Wedstrijd 1 16 mei 2013 18:45 | Schenk 80'      | Verslag |           | Stadion: De Adelaarshorst, Deventer Toeschouwers: 4.873 Scheidsrechter: Nijhuis |
| Wedstrijd 1 16 mei 2013 18:45 |                 |         |           | Stadion: De Adelaarshorst, Deventer Toeschouwers: 4.873 Scheidsrechter: Nijhuis |
| Wedstrijd 1 16 mei 2013 18:45 |                 |         |           | Stadion: De Adelaarshorst, Deventer Toeschouwers: 4.873 Scheidsrechter: Nijhuis |
|                               |                 |         |           |                                                                                 |

|                               |           |         |                                   |                                                                                     |
| Wedstrijd 2 19 mei 2013 14:30 | VVV-Venlo | 0 – 3   | Go Ahead Eagles                   | Stadion: Seacon Stadion - De Koel -, Venlo Toeschouwers: 6.200 Scheidsrechter: Blom |
| Wedstrijd 2 19 mei 2013 14:30 |           | Verslag | 14' Antonia 81' Promes 89' Kolder | Stadion: Seacon Stadion - De Koel -, Venlo Toeschouwers: 6.200 Scheidsrechter: Blom |
| Wedstrijd 2 19 mei 2013 14:30 |           |         |                                   | Stadion: Seacon Stadion - De Koel -, Venlo Toeschouwers: 6.200 Scheidsrechter: Blom |
| Wedstrijd 2 19 mei 2013 14:30 |           |         |                                   | Stadion: Seacon Stadion - De Koel -, Venlo Toeschouwers: 6.200 Scheidsrechter: Blom |
|                               |           |         |                                   |                                                                                     |

- VVV-Venlo degradeert naar de Eerste divisie.

#### Wedstrijd D
|                               |                |         |             |                                                                               |
| Wedstrijd 1 16 mei 2013 19:45 | MVV Maastricht | 0 – 1   | FC Volendam | Stadion: De Geusselt, Maastricht Toeschouwers: 4.648 Scheidsrechter: Makkelie |
| Wedstrijd 1 16 mei 2013 19:45 |                | Verslag | 76' Kuwas   | Stadion: De Geusselt, Maastricht Toeschouwers: 4.648 Scheidsrechter: Makkelie |
| Wedstrijd 1 16 mei 2013 19:45 |                |         |             | Stadion: De Geusselt, Maastricht Toeschouwers: 4.648 Scheidsrechter: Makkelie |
| Wedstrijd 1 16 mei 2013 19:45 |                |         |             | Stadion: De Geusselt, Maastricht Toeschouwers: 4.648 Scheidsrechter: Makkelie |
|                               |                |         |             |                                                                               |

|                               |                                   |         |                |                                                                              |
| Wedstrijd 2 19 mei 2013 12:30 | FC Volendam                       | 3 – 1   | MVV Maastricht | Stadion: Krasstadion, Volendam Toeschouwers: 3.128 Scheidsrechter: Braamhaar |
| Wedstrijd 2 19 mei 2013 12:30 | Kramer 44' Marengo 80' Mühren 90' | Verslag | 86' Veldmate   | Stadion: Krasstadion, Volendam Toeschouwers: 3.128 Scheidsrechter: Braamhaar |
| Wedstrijd 2 19 mei 2013 12:30 |                                   |         |                | Stadion: Krasstadion, Volendam Toeschouwers: 3.128 Scheidsrechter: Braamhaar |
| Wedstrijd 2 19 mei 2013 12:30 |                                   |         |                | Stadion: Krasstadion, Volendam Toeschouwers: 3.128 Scheidsrechter: Braamhaar |
|                               |                                   |         |                |                                                                              |

- MVV Maastricht blijft in de Eerste divisie.

#### Wedstrijd E
|                               |                           |         |                                                    |                                                                              |
| Wedstrijd 1 16 mei 2013 19:45 | Helmond Sport             | 2 – 4   | Sparta Rotterdam                                   | Stadion: Lavans Stadion, Helmond Toeschouwers: 3.228 Scheidsrechter: Sanders |
| Wedstrijd 1 16 mei 2013 19:45 | Brouwers 84' Grabovac 90' | Verslag | 25' Luirink 44' Calabro 63' Bel Hassani 90+3' Mahi | Stadion: Lavans Stadion, Helmond Toeschouwers: 3.228 Scheidsrechter: Sanders |
| Wedstrijd 1 16 mei 2013 19:45 |                           |         |                                                    | Stadion: Lavans Stadion, Helmond Toeschouwers: 3.228 Scheidsrechter: Sanders |
| Wedstrijd 1 16 mei 2013 19:45 |                           |         |                                                    | Stadion: Lavans Stadion, Helmond Toeschouwers: 3.228 Scheidsrechter: Sanders |
|                               |                           |         |                                                    |                                                                              |

|                               |                  |         |               |                                                                                |
| Wedstrijd 2 19 mei 2013 14:30 | Sparta Rotterdam | 1 – 1   | Helmond Sport | Stadion: Het Kasteel, Rotterdam Toeschouwers: 7.100 Scheidsrechter: Van Sichem |
| Wedstrijd 2 19 mei 2013 14:30 | Varela 55'       | Verslag | 81' Güvenç    | Stadion: Het Kasteel, Rotterdam Toeschouwers: 7.100 Scheidsrechter: Van Sichem |
| Wedstrijd 2 19 mei 2013 14:30 |                  |         |               | Stadion: Het Kasteel, Rotterdam Toeschouwers: 7.100 Scheidsrechter: Van Sichem |
| Wedstrijd 2 19 mei 2013 14:30 |                  |         |               | Stadion: Het Kasteel, Rotterdam Toeschouwers: 7.100 Scheidsrechter: Van Sichem |
|                               |                  |         |               |                                                                                |

- Helmond Sport blijft in de Eerste divisie.

#### Wedstrijd F
|                               |               |         |                  |                                                                                    |
| Wedstrijd 1 16 mei 2013 20:45 | De Graafschap | 1 – 1   | Roda JC Kerkrade | Stadion: De Vijverberg, Doetinchem Toeschouwers: 6.507 Scheidsrechter: Wiedemeijer |
| Wedstrijd 1 16 mei 2013 20:45 | Jansen 35'    | Verslag | 55' Demouge      | Stadion: De Vijverberg, Doetinchem Toeschouwers: 6.507 Scheidsrechter: Wiedemeijer |
| Wedstrijd 1 16 mei 2013 20:45 |               |         |                  | Stadion: De Vijverberg, Doetinchem Toeschouwers: 6.507 Scheidsrechter: Wiedemeijer |
| Wedstrijd 1 16 mei 2013 20:45 |               |         |                  | Stadion: De Vijverberg, Doetinchem Toeschouwers: 6.507 Scheidsrechter: Wiedemeijer |
|                               |               |         |                  |                                                                                    |

|                               |                                                 |         |               |                                                                                            |
| Wedstrijd 2 19 mei 2013 16:30 | Roda JC Kerkrade                                | 6 – 1   | De Graafschap | Stadion: Parkstad Limburg Stadion, Kerkrade Toeschouwers: 15.091 Scheidsrechter: Gözübüyük |
| Wedstrijd 2 19 mei 2013 16:30 | Malki 19', 32', 47' Demouge 24' Donald 68', 85' | Verslag | 6' Calvete    | Stadion: Parkstad Limburg Stadion, Kerkrade Toeschouwers: 15.091 Scheidsrechter: Gözübüyük |
| Wedstrijd 2 19 mei 2013 16:30 |                                                 |         |               | Stadion: Parkstad Limburg Stadion, Kerkrade Toeschouwers: 15.091 Scheidsrechter: Gözübüyük |
| Wedstrijd 2 19 mei 2013 16:30 |                                                 |         |               | Stadion: Parkstad Limburg Stadion, Kerkrade Toeschouwers: 15.091 Scheidsrechter: Gözübüyük |
|                               |                                                 |         |               |                                                                                            |

- De Graafschap blijft in de Eerste divisie.

### Derde ronde

#### Wedstrijd G
|                               |                                    |         |             |                                                                                 |
| Wedstrijd 1 23 mei 2013 18:45 | Go Ahead Eagles                    | 3 – 0   | FC Volendam | Stadion: De Adelaarshorst, Deventer Toeschouwers: 6.031 Scheidsrechter: Janssen |
| Wedstrijd 1 23 mei 2013 18:45 | Houtkoop 8' Antonia 70' Kolder 82' | Verslag |             | Stadion: De Adelaarshorst, Deventer Toeschouwers: 6.031 Scheidsrechter: Janssen |
| Wedstrijd 1 23 mei 2013 18:45 |                                    |         |             | Stadion: De Adelaarshorst, Deventer Toeschouwers: 6.031 Scheidsrechter: Janssen |
| Wedstrijd 1 23 mei 2013 18:45 |                                    |         |             | Stadion: De Adelaarshorst, Deventer Toeschouwers: 6.031 Scheidsrechter: Janssen |
|                               |                                    |         |             |                                                                                 |

|                               |             |         |                 |                                                                              |
| Wedstrijd 2 26 mei 2013 16:30 | FC Volendam | 1 – 0   | Go Ahead Eagles | Stadion: Krasstadion, Volendam Toeschouwers: 4.793 Scheidsrechter: Gözübüyük |
| Wedstrijd 2 26 mei 2013 16:30 | Tuyp 15'    | Verslag |                 | Stadion: Krasstadion, Volendam Toeschouwers: 4.793 Scheidsrechter: Gözübüyük |
| Wedstrijd 2 26 mei 2013 16:30 |             |         |                 | Stadion: Krasstadion, Volendam Toeschouwers: 4.793 Scheidsrechter: Gözübüyük |
| Wedstrijd 2 26 mei 2013 16:30 |             |         |                 | Stadion: Krasstadion, Volendam Toeschouwers: 4.793 Scheidsrechter: Gözübüyük |
|                               |             |         |                 |                                                                              |

- Go Ahead Eagles promoveert naar de Eredivisie.
- FC Volendam blijft in de Eerste divisie.

#### Wedstrijd H
|                               |                  |       |                  |                                                                          |
| Wedstrijd 1 23 mei 2013 19:45 | Sparta Rotterdam | 0 – 0 | Roda JC Kerkrade | Stadion: Het Kasteel, Rotterdam Toeschouwers: 8.014 Scheidsrechter: Vink |
| Wedstrijd 1 23 mei 2013 19:45 | Verslag          |       |                  | Stadion: Het Kasteel, Rotterdam Toeschouwers: 8.014 Scheidsrechter: Vink |
| Wedstrijd 1 23 mei 2013 19:45 |                  |       |                  | Stadion: Het Kasteel, Rotterdam Toeschouwers: 8.014 Scheidsrechter: Vink |
| Wedstrijd 1 23 mei 2013 19:45 |                  |       |                  | Stadion: Het Kasteel, Rotterdam Toeschouwers: 8.014 Scheidsrechter: Vink |
|                               |                  |       |                  |                                                                          |

|                               |                    |         |                  |                                                                                           |
| Wedstrijd 2 26 mei 2013 14:30 | Roda JC Kerkrade   | 2 – 1   | Sparta Rotterdam | Stadion: Parkstad Limburg Stadion, Kerkrade Toeschouwers: 17.463 Scheidsrechter: Liesveld |
| Wedstrijd 2 26 mei 2013 14:30 | Fledderus 73', 90' | Verslag | 24' Bilate       | Stadion: Parkstad Limburg Stadion, Kerkrade Toeschouwers: 17.463 Scheidsrechter: Liesveld |
| Wedstrijd 2 26 mei 2013 14:30 |                    |         |                  | Stadion: Parkstad Limburg Stadion, Kerkrade Toeschouwers: 17.463 Scheidsrechter: Liesveld |
| Wedstrijd 2 26 mei 2013 14:30 |                    |         |                  | Stadion: Parkstad Limburg Stadion, Kerkrade Toeschouwers: 17.463 Scheidsrechter: Liesveld |
|                               |                    |         |                  |                                                                                           |

- Roda JC Kerkrade blijft in de Eredivisie.
- Sparta Rotterdam blijft in de Eerste divisie.